# Șîrokosmolenka, Sînelnîkove
Șîrokosmolenka (în ucraineană Широкосмоленка) este un sat în comuna Derezuvate din raionul Sînelnîkove, regiunea Dnipropetrovsk, Ucraina.

## Demografie
Componența lingvistică a localității Șîrokosmolenka
     Ucraineană (100%)
Conform recensământului din 2001, toată populația localității Șîrokosmolenka era vorbitoare de ucraineană (100%).